# Oman TV
Oman TV est une des deux chaînes de télévision d'état omanaises. Cette chaîne de format généraliste naît en 1974. Elle commence à émettre depuis Mascate (capitale du sultanat) le 17 novembre 1974, et depuis Salalah un peu plus d'un an plus tard, le 25 novembre 1975. 
L'établissement d'une liaison satellitaire le 1er juin 1979 permet d'harmoniser la programmation de la chaîne, diffusée par voie hertzienne dans l'ensemble du pays grâce à un réseau dense d'émetteurs et de relais de télévision, rendu nécessaire par le caractère accidenté du territoire omanais. 
En 1997, Oman TV commence à émettre par satellite en réception directe, au Proche et Moyen-Orient via Arabsat et en Europe via Hot Bird. Dans le même temps, débutent les premiers essais de diffusion en streaming sur internet. 
Oman TV est diffusée 24 heures sur 24. Sa grille des programmes est constituée de séries arabes, de dessins animés, de bulletins d'information, de variétés, de films (en arabe mais aussi en anglais sous-titré), de documentaires, de débats et d'émissions religieuses (exégèse du Coran, appels à la prière). Certaines séries produites par Oman TV ont été distinguées par des prix internationaux (à Bahreïn en 1999, en Égypte en 2000) et sont reprises par d'autres chaînes de télévision du monde arabe. 
L'information occupe une place importante, à travers de nombreux bulletins d'information et journaux télévisés (à 8 heures, 11 heures, 14 heures, 17 heures, 20 heures 30, 22 heures et 1 heure) qui se consacrent à l'actualité nationale, aux actes du souverain et aux autres événements internationaux. Cérémonies officielles et événements spéciaux sont couverts en direct et en intégralité (défilés militaires, discours du sultan). Le reste de l'antenne est occupé par des programmes éducatifs. 
Chaque samedi, en début de nuit, Oman TV retransmet un concert de musique classique exécuté par l'orchestre national d'Oman.
Les actualités et retransmissions sportives, et notamment les matchs du championnat d'Oman de football, sont diffusés sur la deuxième chaîne de télévision, Oman TV2.